# Krzysztof Kazimierczak
Krzysztof Kazimierczak (ur. 13 marca 1981) – polski piłkarz, grający na pozycji obrońcy.
Wychowanek Zagłębia Lubin, następnie zawodnik klubów: Miedź Legnica, Zagłębie, Wisła Płock, Boavista FC, Polonia Warszawa, Górnik Łęczna, Górnik Polkowice.
W I lidze debiutował 20 maja 2000 w meczu z Wisłą Kraków (3:2). W polskiej ekstraklasie rozegrał 83 mecze i zdobył 1 gola.
W sezonie 2005/06 zdobył z Wisłą Płock Puchar Polski.